# Liste des chapitres de Full Metal Panic!
Cet article est un complément de l’article sur le manga Full Metal Panic!. Il contient la liste des volumes des différentes adaptations manga de la série de light novels Full Metal Panic!.

## Liste des mangas

### Full Metal Panic!
| no | Japonais         | Japonais      | Français          | Français      |
| no | Date de sortie   | ISBN          | Date de sortie    | ISBN          |
| --- | ---------------- | ------------- | ----------------- | ------------- |
| 1 | 30 août 2000     | 4-04-926157-X | 27 mai 2004       | 2-84538-332-0 |
| Liste des chapitres : - Mission 001. "The Transfer Student is a Dangerous Soldier?!" - Mission 002. "An Absolute Must! Protect Kaname's Secret!!" - Mission 003. "First Time Going Out, Assassin and 100 People as Opponents!?" - Mission 004. "Bullet and Bread (Bread & Bullet)" - Mission 005. "Nightmare's Signs" - Mission 006. "Kaname's ordeals! High School Battle Price Crisis-Hair" - Mission 007. "Comrade Raids!? An Afternoon Misunderstanding" |                  |               |                   |               |
| 2 | 28 mars 2001     | 4-04-926170-7 | 19 aout 2004      | 2-84538-373-8 |
| Liste des chapitres : - Mission 008. "Inminent?! The Summer Trip from the Students!" - Mission 009. "The Dangerous Call!" - Mission 010. "The Mission Begins!" - Mission 011. "Slow Night" - Mission 012. "With the Eye on the Firmament" - Mission 013. "Accepting the ""Volition" from a Messenger" - Mission 014. "The Great Escape!" |                  |               |                   |               |
| 3 | 21 décembre 2001 | 4-04-926189-8 | 25 novembre 2004  | 2-84538-417-3 |
| Liste des chapitres : - Mission 015. "Pressure, Problems at the Tournament?" - Mission 016. "Who is the Transfer Student!?" - Mission 017. "Are The Two Under the Same Ceiling?!" - Mission 018. "Strange Animals in The Army" - Mission 019. "Vacations' Romance" - Mission 020. "I'm Not Afraid of Ghosts! A Scary Adventure on a Desertic Island!! |                  |               |                   |               |
| 4 | 26 avril 2002    | 4-04-926195-2 | 14 avril 2005     | 2-84538-484-X |
| Liste des chapitres : - Mission 021. "Too Many Memories! Sousuke Being Defeated?! (Part 1)" - Mission 022. "Too Many Memories! Sousuke Being Defeated?! (Part 2)" - Mission 023. "Surprise! Who Could It Be?!" - Mission 024. "Nothing Can Stop the Captain's Tears?!" - Mission 025. "Sousuke's Decision" - Mission 026. "I Hope You're All Right, Sousuke"                                                                                                 |                  |               |                   |               |
| 5 | 28 novembre 2002 | 4-04-926212-6 | 22 septembre 2005 | 2-84538-553-6 |
| Liste des chapitres : - Mission 027. "Rescuing the Two Beautiful Girls!" - Mission 028. "A Place For Takuma" - Mission 029. "Last Wish" - Mission 030. "The Battle's End" - Mission 031. "Sweet Memories" - Mission 032. "The Long Way Home From Vacations" - Special Project. "Taiwan Manga Exclusive Report" |                  |               |                   |               |
| 6 | 27 juin 2003     | 4-04-926228-2 | 26 janvier 2006   | 2-84538-650-8 |
| Liste des chapitres : - Mission 033. "The Art of War" - Mission 034. "The Food is Sacred, to Make it in Hell..." - Mission 035. "A Christmas Battlefield?!" - Mission 036. "Sousuke, New Years and New Perspectives" - Mission 037. "Classical Jumping Notes" - Mission 038. "A Mistery Message, A Mercenary With Problems" - Mission 039. "Special Ordinary Days"                                                                                           |                  |               |                   |               |
| 7 | 1 mars 2004      | 4-04-926242-8 | 24 mai 2006       | 2-84538-722-9 |
| Liste des chapitres : - Mission 040. "Beware of Mouse Burglars!" - Mission 041. "Sergeant Sousuke Has a Secret Place?!" - Mission 042. "We Are in the Water, Guys!" - Mission 043. "This is How You Negotiate?!" - Mission 044. "Emotioned by a Simple Dream?!" - Mission 045. "Her Grandfather is a First Lieutenant?!" - Extra Mission. "What Comes From Acting Brave"                                                                                     |                  |               |                   |               |
| 8 | 1 septembre 2004 | 4-04-926248-7 | 25 janvier 2007   | 2-84538-896-9 |
| Liste des chapitres : - Mission 046. "An Invitation to Summer - Kaname's Fateful Feeling?! " - Mission 047. "Party de Danaan" - Mission 048. "Pressures and Promises" - Mission 049. "The Demon that Lurks on the Battlefield" - Mission 050. "The Arbalest in Error" - Mission 051. "A World in Which I Don't Belong" |                  |               |                   |               |
| 9 | 1 juillet 2005   | 4-04-926256-8 | 24 mai 2007       | 2-84538-990-6 |
| Liste des chapitres : - Mission 052. "Shared Thoughts and a Dangerous Gamble" - Mission 053. "Into the Blue Sea" - Mission 054. "One From the Heart" - Mission 055. "Counterattack" - Mission 056. "Showdown" - Mission 057. "Clear and Present Danger" - Last Mission. "Endless Summer" |                  |               |                   |               |

### Full Metal Panic! Overload
| no | Japonais         | Japonais      |
| no | Date de sortie   | ISBN          |
| --- | ---------------- | ------------- |
| 1 | 30 janvier 2001  | 4-04-712262-9 |
| Liste des chapitres : - Bomb 001. "He Enters With a Bang" - Bomb 002. "First Period Crazy" - Bomb 003. "Like Using a Study Room" - Bomb 004. "With Sousuke" - Bomb 005. "The Joke in the Pool" - Bomb 006. "A Crazy War and a Crazy Festival"                                                       |                  |               |
| 2 | 28 juin 2001     | 4-04-712273-4 |
| Liste des chapitres : - Bomb 007. "The Pimp Soldier Attacks!!" - Bomb 008. "Requiem For the Sick" - Bomb 009. "Crisis in New Year!!" - Bomb 010. "San Valentine's Day and the Sound of the Bells" - Bomb 011. "Full Metal Panic!!" - Bomb 012. "Flowers and Graves"                                 |                  |               |
| 3 | 21 décembre 2001 | 4-04-712290-4 |
| Liste des chapitres : - Bomb 013. "Silent Battle" - Bomb 014. "Teach us, Eri-san!" - Bomb 015. "Searching for Parcial Time" - Bomb 016. "Forbidden Elegy" - Bomb 017. "Summer All Red" - Bomb 018. "Panic Game"                                                                                     |                  |               |
| 4 | 26 avril 2002    | 4-04-712299-8 |
| Liste des chapitres : - Bomb 019. "Danger, Storm: Be Careful With Water and Explosions" - Bomb 020. "New Year Battle" - Bomb 021. "Touch and See!" - Bomb 022. "Commercial District Paranoia" - Bomb 023. "War Father-Daughter" - "Bonus: Tessa"                                                    |                  |               |
| 5 | 1 avril 2003     | 4-04-712325-0 |
| Liste des chapitres : - Bomb 024. "An Indulgent Free Day" - Bomb 025. "Love Battle: Kyochin My Love" - Bomb 026. "Weight! Red Condition!" - Bomb 027. "A Small Sound on the Move" - Bomb 028. "Infiltration! Full Metal Panic!" - "Final Bomb: The Bombs' Sounds is For Them" - "Bonus: Tessa"</iv> |                  |               |

### Full Metal Panic! Comic Mission
| no | Japonais         | Japonais      |
| no | Date de sortie   | ISBN          |
| --- | ---------------- | ------------- |
| 1 | 1 novembre 2003  | 4-04-712345-5 |
| Liste des chapitres : - Mission 01. "The Transfer Student is a Dangerous Soldier?!" - Mission 02. "An Absolute Must! Protect Kaname's Secret!!" - Mission 03. "The Art of War" - Mission 04. "A Mistery Message, A Mercenary With Problems" - Mission 05. "Sweet Memories" - Extra Mission. "unknown" |                  |               |
| 2 | 1 mai 2004       | 4-04-712355-2 |
| Liste des chapitres : - Mission 01. "Nightmare's Signs" - Mission 02. "Kaname's ordeals! High School Battle Price Crisis-Hair" - Mission 03. "Comrade Raids!? An Afternoon Misunderstanding" - Mission 04. "Inminent?! The Summer Trip from the Students!" - Mission 05. "The Dangerous Call!" - Mission 06. "The Mission Begins!" - Mission 07. "Slow Night" - Mission 08. "With the Eye on the Firmament" - Mission 09. "Accepting the ""Volition" from a Messenger" - Mission 10. "The Great Escape!" - Extra Mission. "unknown"                                          |                  |               |
| 3 | 25 décembre 2004 | 4-04-712383-8 |
| Liste des chapitres : - Mission 01. "Who is the Transfer Student!?" - Mission 02. "Are The Two Under the Same Ceiling?!" - Mission 03. "Strange Animals in The Army" - Mission 04. "The Long Way Home From Vacations" - Mission 05. "The Food is Sacred, to Make it in Hell..." - Mission 06. "A Christmas Battlefield?!" - Mission 07. "Special Ordinary Days" |                  |               |
| 4 | 1 juin 2005      | 4-04-712402-8 |
| Liste des chapitres : - Mission 01. "First Time Going Out, Assassin and 100 People as Opponents!?" - Mission 02. "I'm Not Afraid of Ghosts! A Scary Adventure on a Desertic Island!!" - Mission 03. "Sousuke, New Years and New Perspectives" - Mission 04. "Beware of Mouse Burglars!" - Mission 05. "Sergeant Sousuke Has a Secret Place?!" - Mission 06. "We Are in the Water, Guys!" - Extra Mission. "unknown" |                  |               |
| 5 | 1 juin 2006      | 4-04-712452-4 |
| Liste des chapitres : - Mission 01. "Bullet and Bread (Bread & Bullet)" - Mission 02. "Pressure, Problems at the Tournament?" - Mission 03. "Vacations' Romance" - Mission 04. "Too Many Memories! Sousuke Being Defeated?! (Part 1)" - Mission 05. "Too Many Memories! Sousuke Being Defeated?! (Part 2)" - Mission 06. "This is How You Negotiate?!" - Mission 07. "unknown" |                  |               |
| 6 | 1 août 2006      | 4-04-712459-1 |
| Liste des chapitres : - Mission 01. "Surprise! Who Could It Be?!" - Mission 02. "Nothing Can Stop the Captain's Tears?!" - Mission 03. "Sousuke's Decision" - Mission 04. "I Hope You're All Right, Sousuke" - Mission 05. "Rescuing the Two Beautiful Girls!" - Mission 06. "A Place For Takuma" - Mission 07. "Last Wish" - Mission 08. "The Battle's End" |                  |               |
| 7 | 1 septembre 2006 | 4-04-712461-3 |
| Liste des chapitres : - Mission 01. "An Invitation to Summer - Kaname's Fateful Feeling?!" - Mission 02. "Party de Danaan" - Mission 03. "Pressures and Promises" - Mission 04. "The Demon that Lurks on the Battlefield" - Mission 05. "The Arbalest in Error" - Mission 06. "A World in Which I Don't Belong" - Mission 07. "Shared Thoughts and a Dangerous Gamble" - Mission 08. "Into the Blue Sea" - Mission 09. "One From the Heart" - Mission 10. "Counterattack" - Mission 11. "Showdown" - Mission 12. "Clear and Present Danger" - Last Mission. "Endless Summer" |                  |               |

### Full Metal Panic! Surplus
| no                                                                         | Japonais       | Japonais      |
| no                                                                         | Date de sortie | ISBN          |
| -------------------------------------------------------------------------- | -------------- | ------------- |
| 1                                                                          | 1 juillet 2003 | 4-04-712334-X |
| Liste des chapitres : - 1. "Load" - 2. "Hammer" - 3. "Trigger" - 4. "Fire" |                |               |

### Full Metal Panic! Sigma
| no | Japonais          | Japonais          | Français          | Français          |
| no | Date de sortie    | ISBN              | Date de sortie    | ISBN              |
| --- | ----------------- | ----------------- | ----------------- | ----------------- |
| 1 | 1 août 2005       | 4-04-712416-8     | 9 octobre 2008    | 978-2-8094-0353-4 |
| Liste des chapitres : - Mission 001. "The Beginning" - Mission 002. "Trust You" - Mission 003. "Black And White" |                   |                   |                   |                   |
| 2 | 1 janvier 2006    | 4-04-712438-9     | 9 octobre 2008    | 978-2-8094-0395-4 |
| Liste des chapitres : - Mission 004. "Empty" - Mission 005. "Stand Alone" - Mission 006. "Rainy Blue" - Mission 007. "Walk The Labyrinth" |                   |                   |                   |                   |
| 3 | 1 juillet 2006    | 4-04-712454-0     | 4 décembre 2008   | 978-2-8094-0440-1 |
| Liste des chapitres : - Mission 008. "Living Dead" - Mission 009. "Take Back" - Mission 010. "Waiting For Hero" - Mission 011. "Find My Way" - Mission 012. "Stay With You" - "Extra: Full Metal Panic! Σ Trailer"                                                       |                   |                   |                   |                   |
| 4 | 1 décembre 2006   | 4-04-712472-9     | 21 janvier 2009   | 978-2-8094-0576-7 |
| Liste des chapitres : - Mission 013. "My Evenful Day As The Captain (Part 1)" - Mission 014. "My Evenful Day As The Captain (Part 2)" - Mission 015. "The Scene Just Before A Mission" - Mission 016. "Goddess Arrives (Onsen Trip)" - Mission 017. "Flowers Of Bullets" |                   |                   |                   |                   |
| 5 | 9 mai 2007        | 978-4-04-712491-2 | 18 mars 2009      | 978-2-8094-0694-8 |
| Liste des chapitres : - Mission 018. "Time To Countdown" - Mission 019. "5 Minutes' Run Way" - Mission 020. "Soldier's Corridor" - Mission 021. "Big One Shot" - Mission 022. "Big One Percent"                                                                          |                   |                   |                   |                   |
| 6 | 9 octobre 2007    | 978-4-04-712514-8 | 20 mai 2009       | 978-2-8094-0795-2 |
| Liste des chapitres : - Mission 023. "Break Through" - Mission 024. "I'm Not Student. I'm Killer" - Mission 025. "Girl Separates From Boy" - Mission 026. "Stand On My Own" - Mission 027. "Birth Of Mithril"                                                            |                   |                   |                   |                   |
| 7 | 8 février 2008    | 978-4-04-712533-9 | 8 juillet 2009    | 978-2-8094-0812-6 |
| Liste des chapitres : - Mission 028. "Chasing The Enemy" - Mission 029. "Her Memories" - Mission 030. "Real Bout" - Mission 031. "Savage VS M9" |                   |                   |                   |                   |
| 8 | 9 juillet 2008    | 978-4-04-712555-1 | 16 septembre 2009 | 978-2-8094-0978-9 |
| Liste des chapitres : - Mission 032. "Cost Of Hesitation" - Mission 033. "Pursuit Battle" - Mission 034. "Only You" - Mission 035. "The Voice From The North Pole" |                   |                   |                   |                   |
| 9 | 9 octobre 2008    | 978-4-04-712568-1 | 10 février 2010   | 978-2-8094-1131-7 |
| Liste des chapitres : - Mission 036. "Degenerated Witch" - Mission 037. "Reactivation" - Mission 038. "Each Of Their Roads" - Mission 039. "Ace In The Holde" |                   |                   |                   |                   |
| 10 | 9 mars 2009       | 978-4-04-712593-3 | 16 juin 2010      | 978-2-8094-1373-1 |
| Liste des chapitres : - Mission 040. "Close To You" - Mission 041. "Jet Stream Attack" - Mission 042. "Power To Advance" - Mission 043. "Like A Sword Of Fire" |                   |                   |                   |                   |
| 11 | 9 juillet 2009    | 978-4-04-712613-8 | 13 avril 2011     | 978-2-8094-1823-1 |
| Liste des chapitres : - Mission 044. "Make My Day" - Mission 045. "Vacation Of 30 Minutes" - Mission 046. "Chain Of Responsibility" - Mission 047. "Go To The Beginning Place"                                                                                           |                   |                   |                   |                   |
| 12 | 9 novembre 2009   | 978-4-04-712632-9 | -                 |                   |
| Liste des chapitres : - Mission 048. "Reunion" - Mission 049. "Key Stone" - Mission 050. "Good Bye Days" - Mission 051. "Whispering" |                   |                   |                   |                   |
| 13 | 9 juin 2010       | 978-4-04-712668-8 | -                 |                   |
| Liste des chapitres : - Mission 052. "King Of The World" - Mission 053. "Last Shooting" - Mission 054. "Good Bye My Mate" - Mission 055. "Cry In The Disappearing World" - Mission 056. "Engage Six Seven Part 1"                                                        |                   |                   |                   |                   |
| 14 | 9 novembre 2010   | 978-4-04-712694-7 | -                 |                   |
| Liste des chapitres : - Mission 057. "Engage Six Seven Part 2" - Mission 058. "Intervals Sad, Range Far Part 1" - Mission 059. "Intervals Sad, Range Far Part 2" - Mission 060. "A Cat And A Kitten's Rock & Roll"                                                       |                   |                   |                   |                   |
| 15 | 9 mai 2011        | 978-4-04-712723-4 | -                 |                   |
| Liste des chapitres : - Mission 061. "Chrysalis" - Mission 062. "X`Mas Terror" - Mission 063. "I Am A Hero" - Mission 064. "Die Hard" - Mission 065. "Captain's Melancholy" - Mission 066. "Under Water Battle"                                                          |                   |                   |                   |                   |
| 16 | 9 novembre 2011   | 978-4-04-712756-2 | -                 |                   |
| Liste des chapitres : - Mission 067. "Relation Between 3 Submariners" - Mission 068. "Full Metal-Santa Claus" - Mission 069. "Perfect Tactics" - Mission 070. TBA - Mission 071. "The Calm Before The Storm"                                                             |                   |                   |                   |                   |
| 17 | 5 avril 2012      | 978-4-04-712788-3 | -                 |                   |
| 18 | 6 décembre 2012   | 978-4-04-712841-5 | -                 |                   |
| 19 | 20 septembre 2013 | 978-4-04-712901-6 | -                 |                   |

### Full Metal Panic! Another
| no | Japonais        | Japonais          |
| no | Date de sortie  | ISBN              |
| -- | --------------- | ----------------- |
| 1  | 26 mars 2012    | 978-4-04-120176-3 |
| 2  | 8 août 2012     | 978-4-04-120332-3 |
| 3  | 7 février 2013  | 978-4-04-120582-2 |
| 4  | 6 juillet 2013  | 978-4-04-120781-9 |
| 5  | 6 décembre 2013 | 978-4-04-120944-8 |
| 6  | 26 août 2014    | 978-4-04-101897-2 |

### Full Metal Panic! 0 ―ZERO―
| no | Japonais          | Japonais          |
| no | Date de sortie    | ISBN              |
| -- | ----------------- | ----------------- |
| 1  | 20 septembre 2013 | 978-4-04-712902-3 |
| 2  | 9 octobre 2013    | 978-4-04-712903-0 |
| 3  | 20 août 2014      | 978-4-04-070252-0 |
| 4  | 5 juin 2014       | 978-4-04-070253-7 |
| 5  | 5 juin 2015       | 978-4-04-070254-4 |

### Full Metal Panic! Another Sigma
| no | Japonais         | Japonais          |
| no | Date de sortie   | ISBN              |
| -- | ---------------- | ----------------- |
| 1  | 26 février 2015  | 978-4-04-102786-8 |
| 2  | 26 novembre 2015 | 978-4-04-103585-6 |

### Éditions japonaises
1. ↑  fmp Tome 1
2. ↑  fmp Tome 2
3. ↑  fmp Tome 3
4. ↑  fmp Tome 4
5. ↑  fmp Tome 5
6. ↑  fmp Tome 6
7. ↑  fmp Tome 7
8. ↑  fmp Tome 8
9. ↑  fmp Tome 9
10. ↑  fmpo Tome 1
11. ↑  fmpo Tome 2
12. ↑  fmpo Tome 3
13. ↑  fmpo Tome 4
14. ↑  fmpo Tome 5
15. ↑  fmpco Tome 1
16. ↑  fmpco Tome 2
17. ↑  fmpco Tome 3
18. ↑  fmpco Tome 4
19. ↑  fmpco Tome 5
20. ↑  fmpco Tome 6
21. ↑  fmpco Tome 7
22. ↑  fmpsu Tome 1
23. ↑  fmpsi Tome 1
24. ↑  fmpsi Tome 2
25. ↑  fmpsi Tome 3
26. ↑  fmpsi Tome 4
27. ↑  fmpsi Tome 5
28. ↑  fmpsi Tome 6
29. ↑  fmpsi Tome 7
30. ↑  fmpsi Tome 8
31. ↑  fmpsi Tome 9
32. ↑  fmpsi Tome 10
33. ↑  fmpsi Tome 11
34. ↑  fmpsi Tome 12
35. ↑  fmpsi Tome 13
36. ↑  fmpsi Tome 14
37. ↑  fmpsi Tome 15
38. ↑  fmpsi Tome 16
39. ↑  fmpsi Tome 17
40. ↑  fmpsi Tome 18
41. ↑  fmpsi Tome 19
42. ↑  fmpa Tome 1
43. ↑  fmpa Tome 2
44. ↑  fmpa Tome 3
45. ↑  fmpa Tome 4
46. ↑  fmpa Tome 5
47. ↑  fmpa Tome 6
48. ↑  fmpzero Tome 1
49. ↑  fmpzero Tome 2
50. ↑  fmpzero Tome 3
51. ↑  fmpzero Tome 4
52. ↑  fmpzero Tome 5
53. ↑  fmpasi Tome 1
54. ↑  fmpasi Tome 2

### Éditions françaises
1. ↑  fmp Tome 1
2. ↑  fmp Tome 2
3. ↑  fmp Tome 3
4. ↑  fmp Tome 4
5. ↑  fmp Tome 5
6. ↑  fmp Tome 6
7. ↑  fmp Tome 7
8. ↑  fmp Tome 8
9. ↑  fmp Tome 9
10. ↑  fmpsi Tome 1
11. ↑  fmpsi Tome 3
12. ↑  fmpsi Tome 4
13. ↑  fmpsi Tome 5
14. ↑  fmpsi Tome 8
15. ↑  fmpsi Tome 9
16. ↑  fmpsi Tome 10
17. ↑  fmpsi Tome 11